# Apocalypse (Album)
Apocalypse ist das dritte Album von Bill Callahan, das unter seinem bürgerlichen Namen veröffentlicht wurde. Insgesamt ist es jedoch bereits sein 14. Album. Es erschien am 5. April 2011 auf Drag City. Es wurde vom bekannten Produzenten John Congleton produziert.
Das schlichte Cover stellt einen Ausschnitt des Gemäldes „Apocalypse at Mule Ears Peak, Big Bend National Park in West Texas“ von Paul Ryan dar. Callahan nutzte das Albumcover und ließ Ryan im Gegenzug Lieder von ihm in einer Dokumentation nutzen.

## Rezeption
Mike Powell von Pitchfork Media vergab am 8. April 2011 acht von zehn Punkten an die Platte. Er schreibt in seiner Rezension:

„Callahan has nothing to add to the general conversation about music in 2011 but is making the best albums of his career. And despite the superficial changes he makes to his sound or focus, everything he's done ends on similar gestures: a stare, a nod, and the quiet question of whether trying to get to the heart of something is the same thing as actually getting to it.“

„Callahan fügt dem Diskurs über Musik 2011 nichts hinzu, aber er macht derzeit die besten Alben seiner Karriere. Und trotz der oberflächlichen Veränderungen in seiner Musik oder seinen Schwerpunkten läuft alles, was er tut auf ähnliche Gesten hinaus: Ein Starren, ein Nicken und die leise Frage, ob der Versuch, ins Herz der Dinge vorzudringen, nicht vielleicht dasselbe ist wie dort tatsächlich anzukommen.“

Andy Gill vom Independent lobt das Album aufgrund seiner atmosphärischen Einheit und Nähe zum Hörer. „Die Songs sind in zarte Arrangements von Piano, Gitarre und Flöte zementiert, wie Wasserfarben gehandhabt.“ Gill vergab vier von fünf Sternen an das Album.

## Titelliste
Alle Songs von Bill Callahan.
1. Drover – 5:24
2. Baby's Breath – 5:30
3. America! – 5:33
4. Universal Applicant – 5:53
5. Riding for the Feeling – 6:05
6. Free's – 3:13
7. One Fine Morning – 8:46